# Нікодром
У грецькій міфології Нікодром (давньогрецька: Νικόδρομος) був феспійським сином Геракла та Ніцци, дочки царя Феспія Феспійського.

## Міфологія
Нікодром і його 49 зведених братів народилися від дочок Феспія, запліднених Гераклом за одну ніч, протягом тижня або протягом 50 днів під час полювання на кіферонського лева. Пізніше герой надіслав послання до Феспія, щоб він залишив сімох із цих синів, трьох відправив із у Фіви, а решта сорок разом із Іолаєм були відправлені на острів Сардинія, щоб заснувати колонію.